# Charles Pierre François Augereau, duc de Castiglione

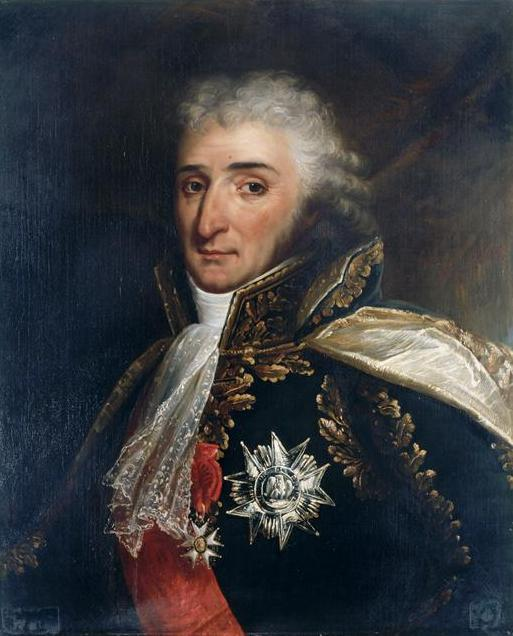
Charles Pierre François Augereau

Charles Pierre François Augereau (* 21. Oktober 1757 in St. Marceau (Paris); † 12. Juni 1816 in La Houssaye-en-Brie, Département Seine-et-Marne), durch Napoleon zum duc de Castiglione  erhoben, war ein französischer Revolutionsgeneral und Maréchal d’Empire.

## Biografie

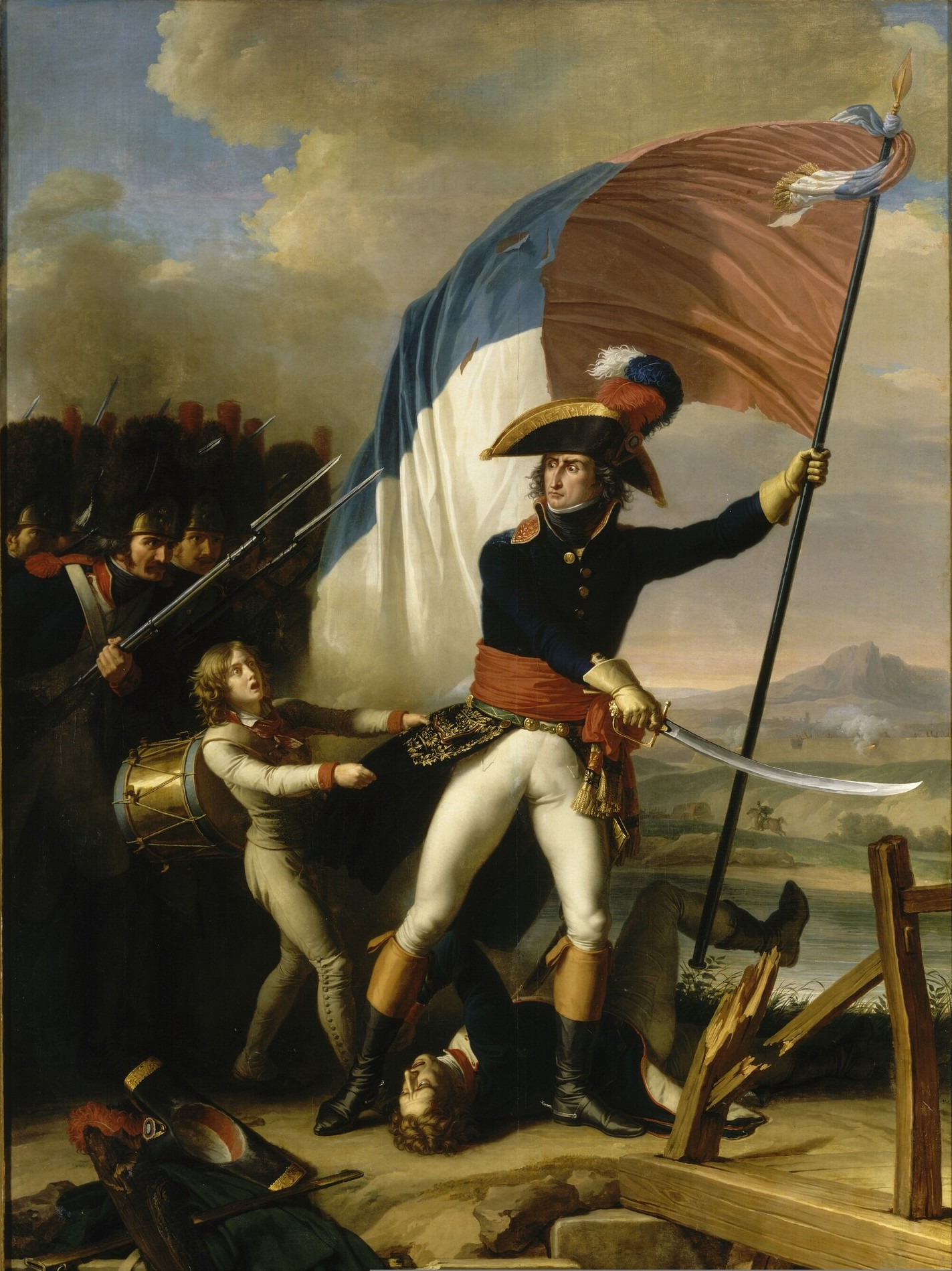
Augereau bei Arcole 1796, Gemälde von Charles Thévenin

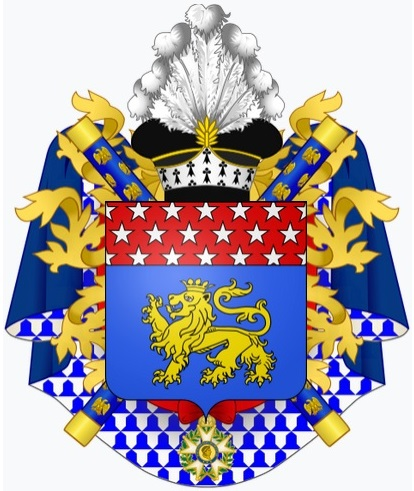
Wappen von Charles-Pierre-François Augereau, Herzog von Castiglione

Als Sohn eines französischen Maurers und einer deutschen Obstverkäuferin namens Marie-Josèphe Kreslin in der Pariser Vorstadt St. Marceau geboren, trat Augereau 1774 als Karabinier in das Régiment Royal-Bourgogne cavalerie ein, desertierte jedoch bereits 1775 aufgrund illegaler Fechtduelle und diente anschließend im Russischen Heer, im Preußischen Heer beim Prinz-Heinrich-Regiment und zuletzt in Neapel, wo er sich seit 1787 als Fechtmeister seinen Unterhalt verdiente. Als 1792 alle Franzosen Neapel verlassen mussten, trat Augereau als einer der ersten Freiwilligen in die französische Revolutionsarmee. Seine Einheit bekämpfte im April 1793 den Aufstand der Vendée. Nachdem sich aber dort viele Soldaten den Aufständischen anschlossen, fanden sich die Offiziere, darunter Augereau und François Marceau, im Gefängnis wieder. Nach seiner Entlassung war er kurzzeitig Aide-de-camp bei General Jean Antoine Rossignol und wurde dann beauftragt, in Toulouse Rekruten für General Jean-Antoine Marbot auszuheben, mit dessen Familie er sich befreundete. Im selben Jahr wurde er Général de division in der Armée des Pyrénées orientales, wo er über die Spanier 1794 und 1795 mehrere leichte Siege erfocht.
Trotz mangelnder Erziehung besaß er das rastlose Streben vorwärtszukommen und gleichzeitig große Kühnheit. Diese zeigte er insbesondere 1796 als Korpsbefehlshaber der italienischen Armee in der Schlacht bei Millesimo und in der Schlacht bei Lodi. Von Napoleon Bonaparte in den Kirchenstaat geschickt, nahm er Bologna, unterdrückte einen Aufstand in der Romagna und nötigte den Papst zum Frieden. Darauf zur Hauptarmee zurückgerufen, schlug er am 5. August Dagobert Sigmund von Wurmser bei der Schlacht bei Castiglione, dann mit André Masséna am 6. November Alvinczy bei Carmignano. Auch trug er wesentlich zum Sieg bei Arcole bei und besiegte Giovanni Provera vor den Toren Mantuas.
Im August 1797 kehrte er, nachdem er sich durch Erpressung bereichert hatte, nach Paris zurück, wo er zum Befehlshaber der Pariser Militärdivision ernannt wurde und den Staatsstreich des 18. Fructidor V (4. September 1797) mit brutaler Gewalt durchführte. Doch wurde er gegen seine Erwartung nicht in das Direktorium gewählt. Als Nachfolger des kurz zuvor verstorbenen Generals Hoche wurde er im Oktober 1797 Oberkommandierender General der Rhein-Mosel-Armee und der Sambre-Maas Armee (später Armée d’Allemagne) und Chef der Zivilverwaltung für die besetzten, linksrheinischen Länder. Das Direktorium beauftragte ihn, die Eingliederung dieses Gebietes in das französische Staatsgebiet voranzutreiben. Augereau, « un de plus brillants parvenus de la Rèvolution, bon tacticien, batailleur intrépide, mais tête creuse […] avec un panache de tambour-major… » war mit dieser Aufgabe überfordert. Napoleon Bonaparte, der ihn als draufgängerischen Soldaten schätzte, hatte bereits vorher seine Beförderung zum Chef einer großen Armee und Zivilverwaltung als grobe Fehlentscheidung der politischen Führung in Paris kritisiert. Eifersüchtig auf Napoleons Erfolge, soll er den Frieden von Campo Formio hintertrieben und zusammen mit deutschen Jakobinern geplant haben, den Rastatter Kongress zu sprengen und eine Revolte zur Bildung einer südwestdeutschen, eigenständigen Republik – für die er als Gründer anzusehen sei – anzuzetteln. Augereau wurde daraufhin am 29. Januar 1798 abberufen und nach Perpignan versetzt, was einer Degradierung gleichkam.
In eitler Überheblichkeit strebte er selbst nach der höchsten Gewalt in Frankreich und ließ sich deshalb 1799 zum Mitglied der Fünfhundert in Paris wählen.
Doch hatte er weder das Geschick noch den Mut, um seine Pläne ins Werk zu setzen, und unterwarf sich seinem Nebenbuhler Bonaparte nach dem 18. Brumaire. Zum Oberbefehlshaber in Holland ernannt, führte er das französisch-batavische (holländische) Korps am Mittelrhein, um Jean-Victor Moreaus Operationen in Süddeutschland zu unterstützen, rückte über Frankfurt nach Würzburg und lieferte dem Feind mehrere Gefechte, die aber keinen Ausschlag gaben. Nach dem Lunéviller Frieden (1801) lebte er auf einem Landgut bei Melun, bis er 1803 den Oberbefehl über die gegen Portugal bestimmte Armee erhielt. Da diese Armee aber nicht ausrückte, blieb er in Paris, wurde 1804 zum Maréchal d’Empire ernannt und – nach dem Namen der Schlacht bei Castiglione – 1805 mit dem Titel eines duc de Castiglione  im napoleonischen Adel (noblesse impériale) ausgezeichnet. Im Krieg mit Österreich 1805 drang er an der Spitze eines Armeekorps in Vorarlberg ein, wo er Franz Jellachich bei Dornbirn zur Kapitulation zwang.
Beim Feldzug von 1806 gegen das Königreich Preußen wirkte er am 14. Oktober als Befehlshaber des linken Flügels am Sieg bei Jena mit. Ihm unterstand dort das 17.100 Mann starke VII. Korps.
Am 7. Februar 1807 drang er bei Eylau mit großer Tapferkeit vor, verirrte sich jedoch mit seiner Truppe, so dass bei einem Angriff der Russen sein Korps fast ganz aufgerieben und er selbst verwundet wurde. Der Kaiser schickte ihn darauf auf einen längeren Genesungsurlaub nach Frankreich.
Im Juni 1809 erhielt er vom Kaiser anstatt Gouvion Saint-Cyr den Oberbefehl in Katalonien, trat die Stelle wegen eines Gichtleidens, das er in Perpignan kurierte, erst im Herbst an. Nach dem Fall von Gerona (11. Dezember 1809) erreichte er jedoch keine weiteren Erfolge. Napoleon berief ihn darauf aus Spanien ab und ersetzte ihn am 24. April 1810 durch Marschall Jacques MacDonald. Im Feldzug gegen Russland von 1812 erhielt er das Kommando des XI. Armeekorps, welches in Berlin gebildet wurde. Im Spätsommer 1813 sammelte er als Generalgouverneur von Frankfurt und Würzburg eine Reservearmee, welche Napoleons Hauptarmee in Leipzig verstärkte. In der Völkerschlacht bei Leipzig (16. bis 18. Oktober) zeichneten sich seine Truppen durch große Standhaftigkeit und Ausdauer aus.
Nach dem Einmarsch der Alliierten in Frankreich im Frühjahr 1814, bildete Augereau zu Lyon eine Armee, knüpfte aber schon im März, als er Napoleons Sturz voraussah, mit dem österreichischen General Bubna und Littitz Unterhandlungen an, die am 21. März zur Kapitulation von Lyon führten. Augereau entließ seine Truppen mit folgendem Tagesbefehl:

„Soldaten! Ihr seid von Eurem Eide entbunden … sei es durch die Abdankung eines Mannes, welcher, nachdem er seinem grausamen Ehrgeiz Tausende und aber Tausende zum Opfer gebracht, nicht einmal als Soldat zu sterben gewusst hat. Lasst uns Ludwig XVIII. Treue schwören, laßt uns die echte Nationalfarbe aufstecken!“

Augereau wirkte dadurch mit zur ersten Abdankung des Kaisers, den er mit den schroffsten Ausdrücken belegte. Er wurde dafür vom König zum Mitglied des Kriegsrats, zum Ritter des heiligen Ludwig und zum Pair von Frankreich ernannt. Im März 1815 erhielt er den Oberbefehl über die 14e Division d’infanterie in Caen.
Obgleich von Napoleon nach seiner Rückkehr von Elba als Verräter bezeichnet, huldigte Augereau dem Kaiser in einem Aufruf an die 14. Division, gewann jedoch Napoleons Vertrauen nicht wieder, das er allerdings nie in hohem Grad besessen hatte. Nach der zweiten Restauration trat Augereau wieder in die Pairskammer ein, aus der Napoleon ihn ausgeschlossen hatte, und wurde Mitglied des Kriegsgerichts, das den Marschall Michel Ney aburteilen sollte, sich jedoch für nicht zuständig erklärte.
Darauf zog sich Charles Pierre François Augereau auf sein Landgut La Houssaye zurück, wo er am 12. Juni 1816 starb.
Augereau erhält in der Militärliteratur und Biografien des 19. Jahrhunderts wenig positive Beurteilungen: „Ein eitler, ehrgieriger, aber plumper und völlig ungebildeter Condottiere“. Berüchtigt war seine Raffgier, die er in den eroberten Ländern anstands- und würdelos ausübte. Napoléon I. soll ihn vermutlich oft nur aus sentimentalem Andenken an bravouröse Kampfeinsätze während der Italienfeldzüge 1796/97 eingesetzt haben. Nach der Winterschlacht bei Eylau 1807 (siehe auch oben), erhielt er von Napoléon keine wichtigen Verantwortungen mehr.

## Ehrungen

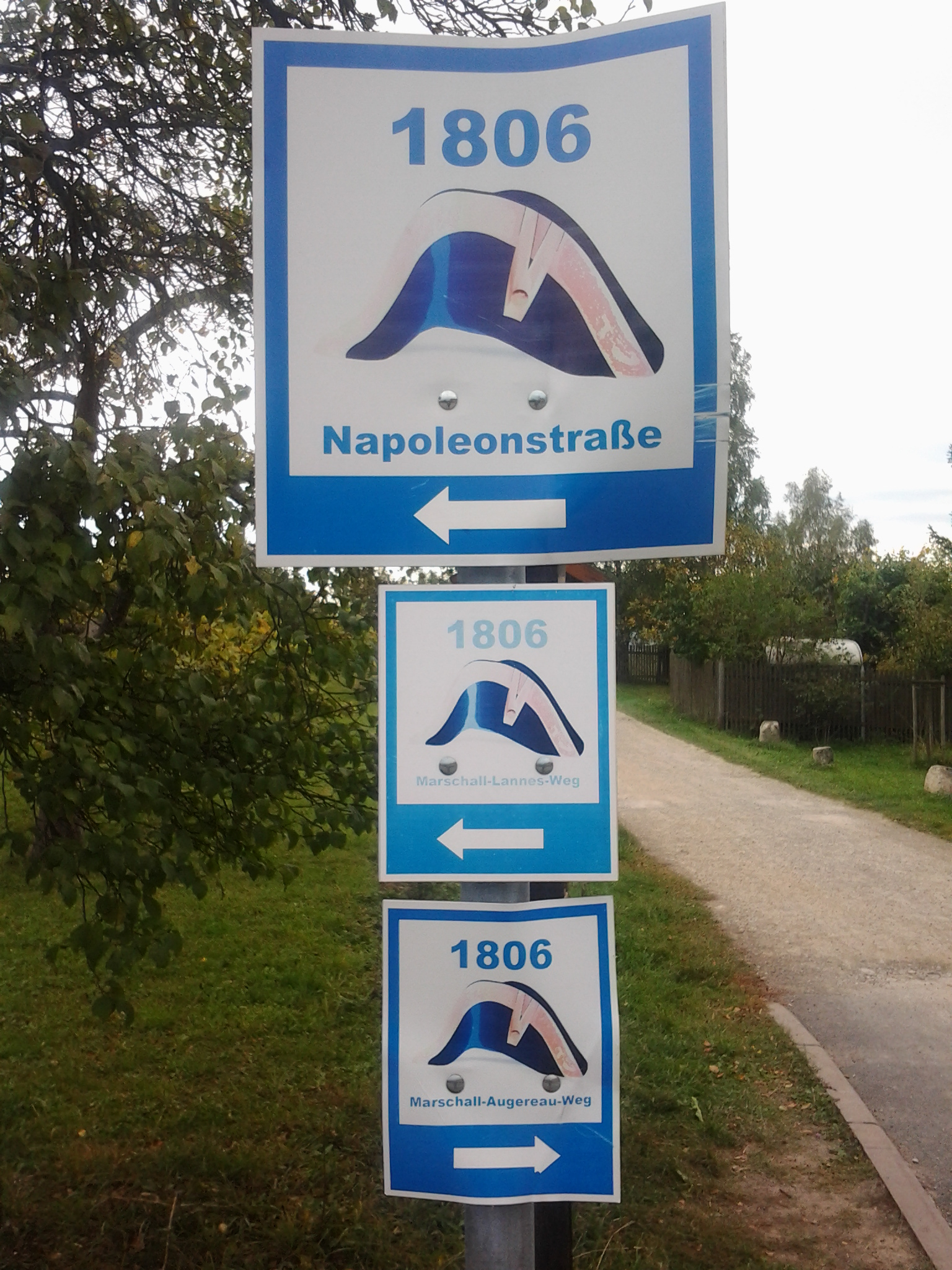
Drei Wegweiser von Straßen und Wanderwegen in der Nähe von Jena, die nach Napoleon und seinen Marschällen Augereau und Jean Lannes benannt sind

Augeraus Name ist am Triumphbogen in Paris in der 23. Spalte eingetragen.